# Ĉ
Ĉ, ĉ (C с циркумфлексом) — буква расширенной латиницы. В алфавите языка эсперанто обозначает звук [t͡ʃ].

## Использование
Алфавит эсперанто использует диакритические знаки для всех его четырёх постальвеолярных согласных, аналогично славянским языкам на основе латиницы. Буквы и диграфы, обозначающие тот же звук, который передаёт буква Ĉ, включают в себя словенский č, польский диграф cz, английское и испанское сочетание ch, а также итальянскую c перед i и e.
Ĉ — четвёртая буква алфавита эсперанто. Хотя она записывается как cx в x-системе транслитерации, фактически это буква C с циркумфлексом. В случае невозможности записи символа с диакритикой, Людвик Заменгоф, создатель языка эсперанто, рекомендовал использовать сочетание ch. Однако, такая замена конфликтует с некоторыми европейскими языками, например, ch в итальянском итал. chiaro соответствует велярному смычному согласному; Заменгоф придавал читаемости текста для носителей европейских языков важное значение и изобрёл символ как раз для преодоления ситуации, в которой ch читается как ĉ в английском, ŝ во французском и ĥ в немецком.
Ĉ — одна из букв (и звуков), которые не нравятся в эсперанто лингвистам: носителям многих языков её трудно произносить и записывать, она не вошла в Идо, язык-потомок эсперанто.